# Phylloscopus schwarzi
Il luì di Radde (Phylloscopus schwarzi Radde, 1863) è un uccello passeriforme della famiglia delle Phylloscopidae. Di piccole dimensioni e dal peso di circa 12 grammi, il suo habitat comprende la taiga e la steppa; il suo areale si estende tra Siberia meridionale, Monti Altaj, Territorio del Litorale, isola di Sachalin, Manciuria e Corea del Nord. Secondo la IUCN, P. schwarzi è una specie a rischio minimo di estinzione.